# Prvosenka jarní
Prvosenka jarní (Primula veris, lidově též petrklíč, bukvice bílá, bylina sv. Petra atd) je drobnější vytrvalá bylina z čeledi prvosenkovité (Primulaceae). Rostlina dosahuje i s květem výšky 20–25 cm. Z podzemního oddenku vyrůstají měkké a svraskalé listy uspořádané v přízemní růžici. Vonné žluté květy vyrůstají na jednostranném okolíku. Může se rozmnožovat vegetativně rozdělením oddenku, ale většinou se rozmnožuje pohlavně, tvorbou semen. Plodem je tobolka. Prvosenka jarní se může dožít více než padesáti let.
Vyskytuje se zvláště v Evropě a Asii, především v teplejších polohách nížin a pahorkatin, zejména ve světlých listnatých lesích, hájích, prosluněných stráních a v křovinách, většinou na vápencových podkladech. Dokáže však přežít i chladné podnebí, například v severním Skotsku. Český Červený seznam ji zařazuje do kategorie C3 (vzácnější až ohrožený druh). Pokles populace prvosenky jarní byl způsoben nárůstem zemědělské výroby, holosečnou těžbou a výsadbou kultur jehličnanů, používáním herbicidů, hnojením (hlavně dusíkatými hnojivy), eutrofizací stálých luk a orbou travních porostů.
Prvosenka jarní se tradičně používá pro přípravu čajů, nálevů nebo v lidovém léčitelství. Látky v ní obsažené (glykosidy a saponiny) působí jako expektorans při onemocnění horních a dolních cest dýchacích. Co se týče škůdců prvosenky, listy a květy prvosenky jarní jsou často poškozovány měkkýši a mnoha druhy hmyzu. Při přílišné vlhkosti a hustém zápoji prvosenku jarní napadají plísně a houbové choroby.

## Název
Pojmenování prvosenka pochází z 19. století z polštiny (pierwosnka). Pojmenování bylina svatého Petra je už známo z 16. století (latinsky clavis sancti Petri či německy Peterschlüssel).

## Popis

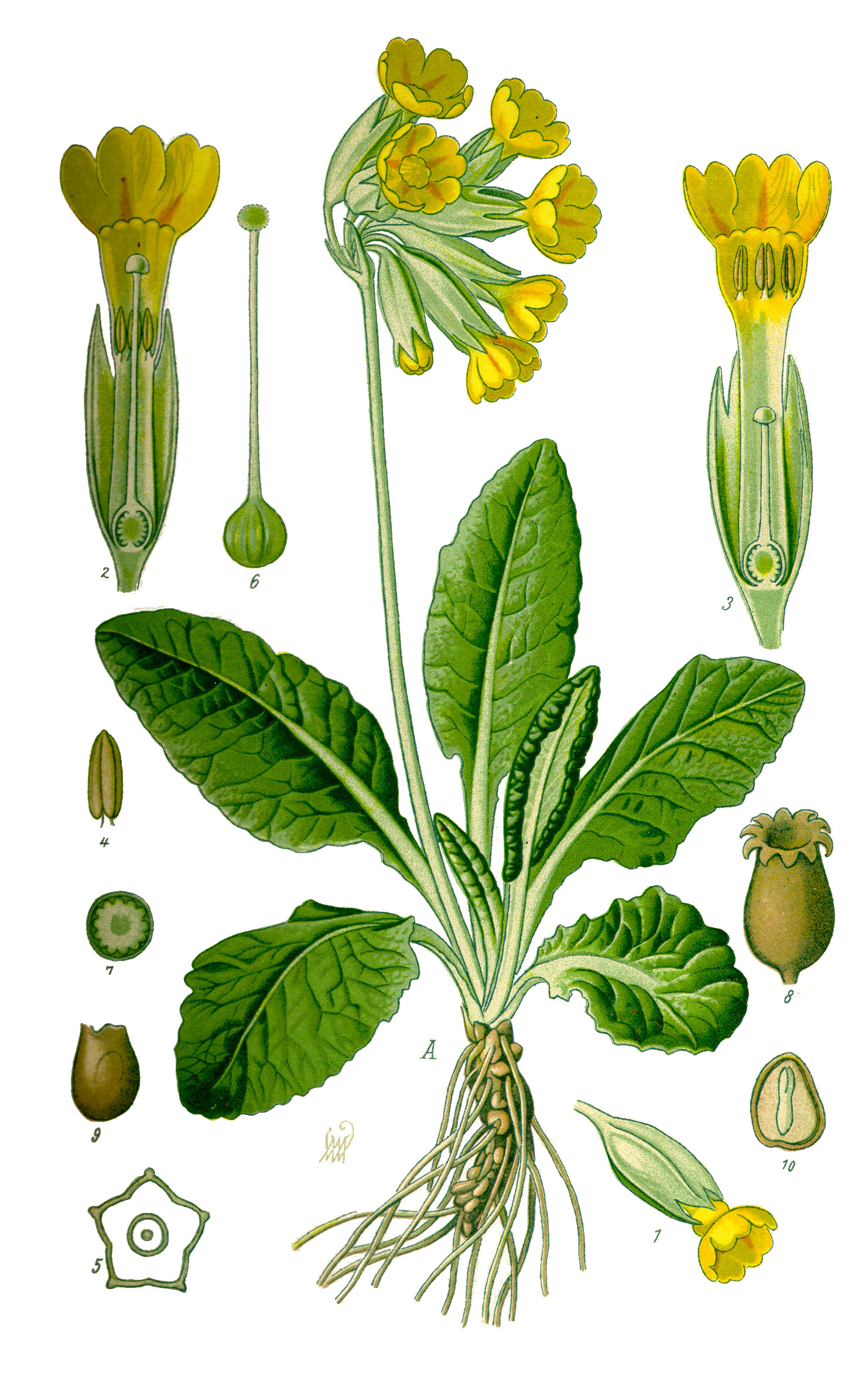
Barevná ilustrace anatomie prvosenky jarní (P. veris)

Prvosenka jarní dosahuje velikosti 20 cm (někdy až 25 cm). Z uzlovitého 1–5 cm dlouhého oddenku vyrůstají měkké a svraskalé 5–15 cm dlouhé listy uspořádané v přízemní růžici. Vonné žluté květy vyrůstají uskupeny do jednostranného okolíku. Prvosenka jarní je hmyzosnubná. Někdy se rozmnožuje vegetativně, ale většinou se rozmnožuje generativně, semenem. Plodem je tobolka se semeny. V zimě prvosenka jarní prochází stádiem dormance, kdy listy usychají. Semena musí být chladem narušena (stratifikována), jinak by nedošlo ke klíčení. Proto většina semen klíčí až na jaře, v dubnu až květnu. Délka života je závislá na podmínkách prostředí, ve kterém prvosenka žije, ale je schopna se průměrně dožít více než padesáti let. Jako všichni zástupci sekce Primula je prvosenka jarní diploidní (2n) s počtem somatických chromozómů 22.
Prvosenka jarní ztrácí přes zimu staré listy. Nové listy vyrůstají na konci zimy (únor až březen). Zvětšují se ve vegetačním období a dosáhnou vrcholné velikosti v létě. Ve zvláště suchých a horkých podmínkách stárne značné množství listů již na konci vegetačního období (srpen až říjen), ale zbytek listů zůstává, dokud se nevyvinou nové listy na konci zimy.
Základy květů se většinou objeví na podzim předchozího roku, ale květní pupeny na stopkách se stanou viditelné až na konci března a začátku dubna. Prvosenka jarní kvete ze začátku dubna do poloviny května. Kvetení vrcholí na konci dubna. Počet kvetoucích rostlin v populaci se může silně lišit během let a podle místa. Semena zrají 8–10 týdnů po oplodnění a semena jsou roznášena do okolí od poloviny července do září.

### Vegetativní orgány
Vegetativními orgány prvosenky jarní jsou oddenek pokrytý kořenovým vlášením a listy, které z něj v klimaticky příznivé době vyrůstají v podobě listové růžice.
Oddenky jsou nepravidelně pokroucené, dlouhé 1–5 cm, široké 2–5 mm, sivě hnědé. Kořeny jsou maximálně 1 mm tlusté a několik centimetrů dlouhé, světle žluté až běložluté. Na povrchu oddenků se nachází obnovovací pupeny, které jsou schovány těsně pod povrchem půdy. Kořenový krček je v podzemní části pokryt více či méně masitými šupinami, což jsou pozůstatky uschlých listů. Mikroskopicky na příčném řezu oddenku je vidět pod charakteristickým endodermem v kruzích uspořádané cévní svazky. Kořeny obsahují zrna škrobu, jejichž velikost kolísá okolo 4–10 μm. Na kořenech prvosenky jarní byla nalezena arbuskulární mykorhiza.

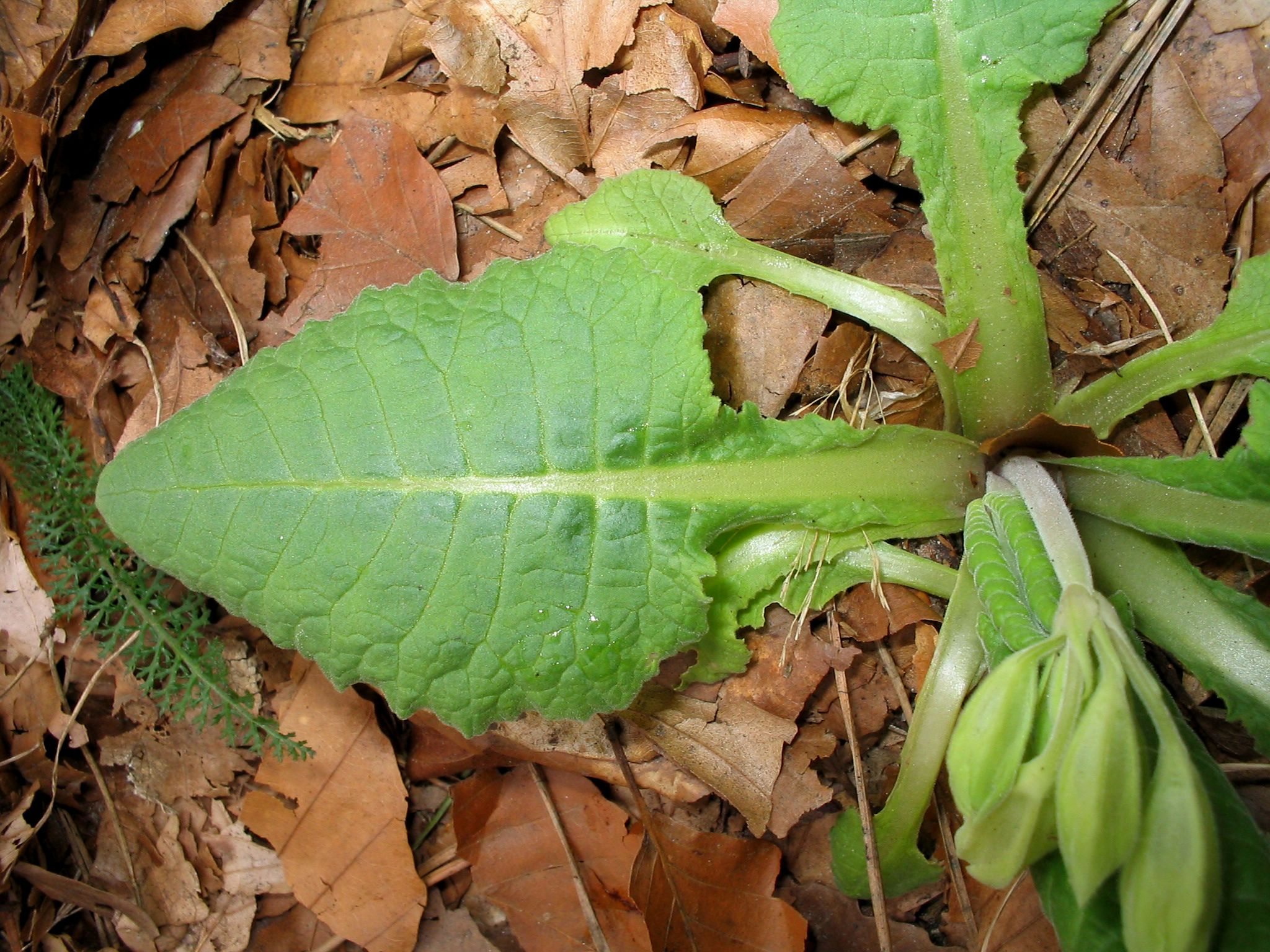
Detail listu

Listy jsou tvořeny křídlatým řapíkem rozšiřujícím se v pochvu a vejčitou podvinutou čepelí s chloupky. Listy jsou měkké, svraskalé 5–15 cm dlouhé (i s řapíky) a 2–6 cm široké v době kvetení, nejširší bývají v době plození. Listy jsou uspořádané v přízemní růžici. Čepel je vejčitá až vejčitě podlouhlá, k bázi pozvolna nebo náhle zúžená (zřídka slabě srdčitá), nepravidelně zoubkovaná, až téměř celokrajná. Čepel je na vrchní straně pýřitá až olysalá s výraznou vystouplou žilnatinou. Řapík je kratší než čepel, je křídlatý. Na konci se řapík rozšiřuje v pochvu.

### Generativní orgány

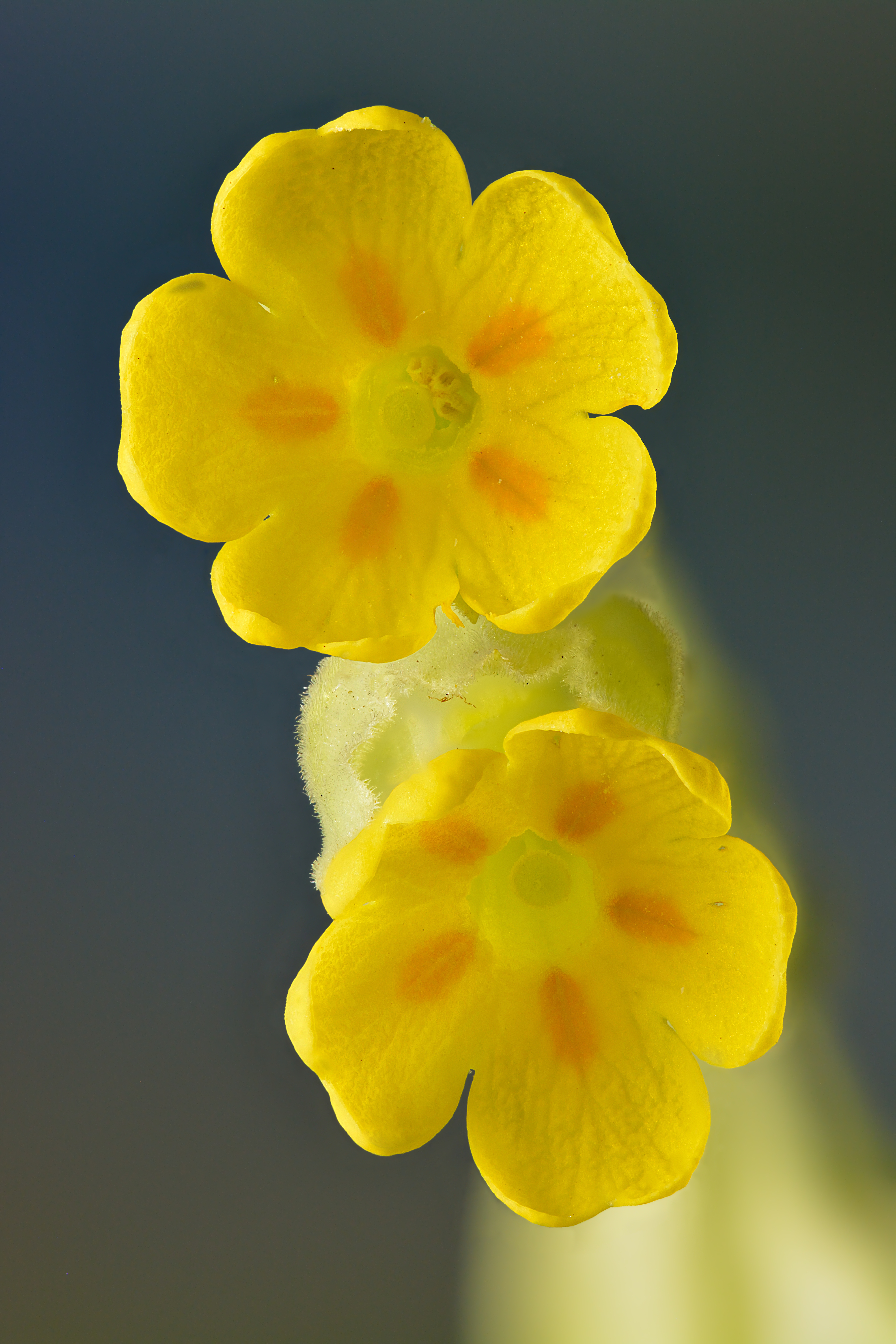
Detail květu

Generativními orgány jsou u prvosenky květy, které vyrůstají na dlouhých stvolech obnovovacích pupenů oddenků a následně plody v podobě tobolek se semeny. Prvosenka jarní kvete v dubnu až květnu.
Jemně žláznatý a pýřitý stvol je 4–25 cm dlouhý, chlupatý. V květenství, kterým je jednostranný převislý okolík, se nachází 1 až 30 květů nebo květních pupenů. Počet květů během kvetení je flexibilní, počet plodů se už nemění.
Listeny jsou čárkovitě kopinaté, bleděžluté, při bázi jsou bez hrbolku, obvykle jsou 3–6 mm dlouhé. stopky květní jsou 4–18 mm dlouhé. Květ má pět tyčinek stejně dlouhých jako kalich, často se ale objevuje tzv. různočnělečnost – heterostylie, kdy je délka nitek výrazně zredukovaná. Prašníky jsou asi 2 mm dlouhé. Pestík má svrchní kulovitý semeník a rovnou čnělku s paličkovitou bliznou. Na rozdíl od prvosenky vyšší květy charakteristicky voní. Kalich je zvonkovitý, nálevkovitý, široce trubkovitý nebo baňkovitý, hranatý, od korunní trubky odstávající. Je dlouhý 12–25 mm má bleděžlutou nebo bledězelenou barvu. Je vroubkovaný a chlupatý, nejvíce podél úžlabí vroubků. Cípy květů jsou trojúhelníkovité, špičaté, dosahující 1/5 až 1/3 délky kalicha. Délka korunní trubky je větší nebo menší než délka kalicha. Lem miskovitého tvaru, je 5–6 mm široký, sytě žlutý. Cípy lemu jsou obsrdčité, při bázi mají oranžovou skvrnu. Prvosenka jarní je obligátně cizosprašná, opylení zcela závisí na hmyzích opylovačích (entomogamie), jako jsou různí čmeláci (rod Bombus) a jiní blanokřídlí, ale i motýli (žluťásek rodu Gonepteryx či např. kukléřky rodu Cucullia).
U přirozených variant prvosenky jarní kolísá poměr opylených květů, ze kterých se úspěšně vyvinuly plody okolo 61 %. Plodem je tobolka se semeny. Tobolka je vejcovitá, 6–10 mm dlouhá, kratší než vytrvalý kalich, jímž je zakryta. Počet plodů na rostlině kolísá kolem devatenácti (někdy jich ale může být až 108). Vejčitá, krychlovitá nebo téměř kulatá semena jsou tmavohnědá, nelepkavá, jemně bradavčitá nebo uzlovitá. Semena, dosahují délky 1–2 mm, jsou bez masíčka. Průměrné množství semen v plodech je 30 (někdy jich však může být až 61). Počet semen v plodech a poměr hmoty semen je negativně souvztažný. Díky tomu, že váží pouze 0,69–1,24 mg, se mohou rozptýlit do okolí mechanismem kadidelnice.

Květní diagram

Ačkoli semena prvosenky jarní mohou v přirozených podmínkách klíčit brzy potom, co byla vyseta, většina semen přezimuje a naklíčí na jaře (od konce dubna do poloviny května). Většina semen získaných z místních rostlin, při výzkumu v Polsku, se zdála být životaschopná, jelikož měla průměrnou klíčivost 88 %, rychlost klíčení semen byla ale překvapivě různorodá. Nízká klíčivost je obvyklá kvůli období klidu a čerstvá semena prvosenky jsou spící v době výsevu (přeléhavá) a potřebují stratifikaci chladem k tomu, aby bylo aktivováno klíčení. Protože semena obsahují vodorozpustné obaly, období klidu u semen prvosenky jarní není omezeno při zrání v suchu. K tomu, aby bylo stimulováno klíčení, semena vyžadují světlo a preferují malý rozsah teplot (optimum 16,1 °C). Semena prvosenky jarní vystavená dostatečně dlouho vlhkosti a teplotě 16,1 °C tedy pravděpodobně začnou klíčit. Ale semena prvosenky jarní vystavená vyšším teplotám a přechovávaná v suchých podmínkách pravděpodobně znovu vstoupí do období klidu.
Velká část semen prvosenky jarní se s ohledem na podmínky klíčení může hromadit v půdě. To potvrzují nálezy velkého množství životaschopných semen prvosenky jarní v zásobě semen v půdě. Semena po 16 měsíců uložená v zemi zůstala životaschopná a podržela si 85 % klíčivost. Ošetření semen prvosenky gibereliny významně zvýší úspěšnost klíčení.

## Taxonomie
Nejčastěji uváděná synonyma k prvosence jarní (Primula veris L., Sp. Pl. 1: 142, 1753) jsou:
- Primula veris Lehm. Monogr. Primul. 27, 1817, isonym.;[9]
- Primula officinalis (L.) Hill Veg Syst. 8: 25, 1765;[10]
- Primula odorata Gilib. Fl. Lit. Inch. i. 32, 1782;[11]
- Primula cordifolia Kit. Linnaea 32: 451, 1864;[12]
- Primula coronaria Salisb. Prodr. Stirp. Chap. Allerton 117, 1796.[13]

## Variabilita

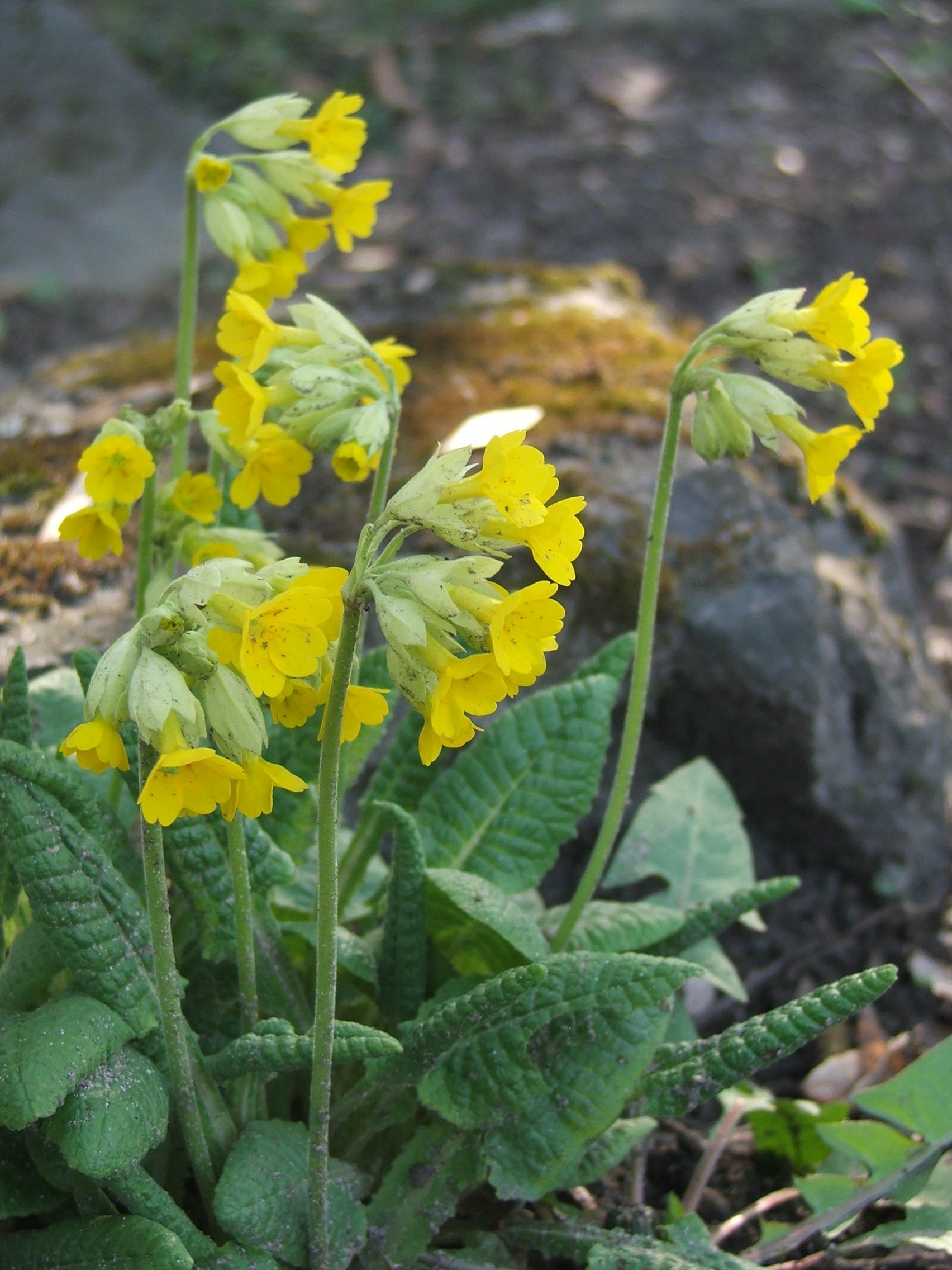
Prvosenka jarní velkokališná (Primula veris subsp. macrocalyx)

Prvosenka jarní vykazuje vysokou variabilitu ve tvaru a chlupatosti listů i ve velikosti a tvaru kalichu. V termofytiku výrazně převládají prvosenky jarní s větší délkou kalichů (16–25 mm). Mimo termofytikum přesahují i do teplejších poloh mezofytika. Listy jsou (zvláště v Panonském termofytiku) často hustěji chlupaté a někdy až plstnaté (var. hardeggensis Beck), tendence k olysávání je u této dlouhokališné variety poměrně slabá. Ale i v nejteplejších územích (například na jižní Moravě či v Českém středohoří) se vyskytují prvosenky jarní skoro úplně lysé dohromady s plstnatými.
Prvosenky jarní s krátkými kalichy (12–17 mm) s listy naspodu chlupatými až olysalými se častěji vyskytují v mezofytiku, kde někdy tvoří čisté populace. Dlouhokališný i krátkokališný typ je spojen plynulými přechody. Díky silnému prolínání je u mnoha rostlin možné jen určení do druhu. Na několika lokalitách v Polabí jsou v populacích prvosenky jarní šedavé poměrně hojně zastoupeny rostliny s baňkovitým, 16–19 mm dlouhým kalichem a korunní trubkou nápadně vyniklou (var. velenovskyi Domin), které se jinde vyskytují jen vzácně.
Vzhledem k široké ekologické amplitudě je pravděpodobné, že v rámci druhu dochází k ekotypickému rozrůzňování druhu, zatím však chybí experimentální důkaz.
Prvosenka jarní je druh variabilní, proto se rozděluje do více poddruhů. Nominátní poddruh prvosenka jarní pravá (Primula veris subsp. veris) se vyskytuje ve většině areálu druhu, na jihu po Alpy., v ČR od nížin do podhůří. V teplejších oblastech střední Evropy i ČR je častější prvosenka jarní šedavá (Primula veris subsp. canescens), na západ se vyskytuje až po jih Francie a sever Španělska.. Prvosenka jarní libovonná (Primula veris subsp. columnae) roste hlavně v jižní Evropě Prvosenka jarní velkokališná (Primula veris subsp. macrocalyx) roste ve východní části areálu druhu, v Rusku, v Turecku a v severním Íránu.

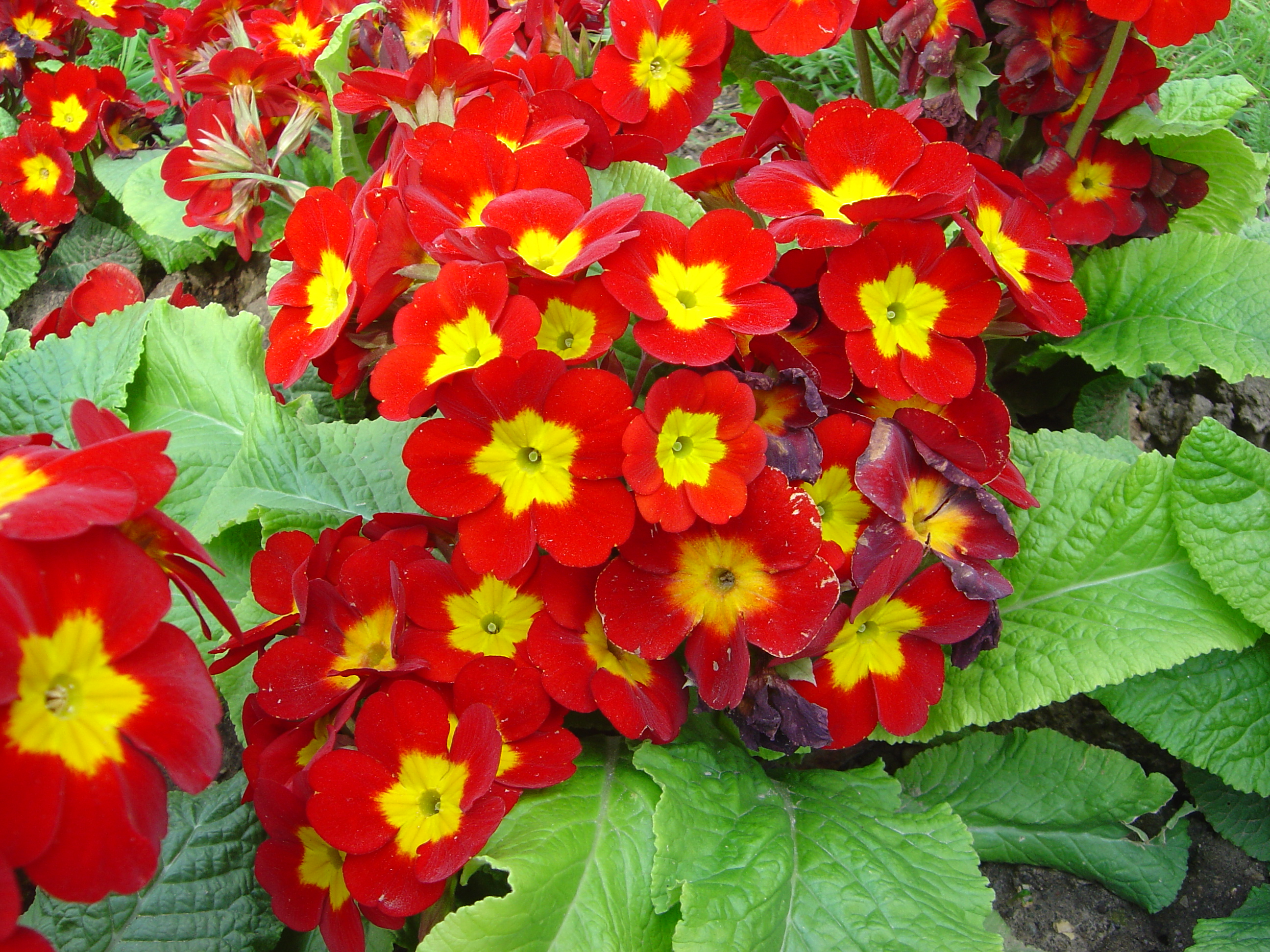
Hybrid Crescendo rouge

V přírodě jsou známy i kříženci prvosenky jarní s jinými druhy. Je to prvosenka prostřední (Primula × media, p. jarní × p. vyšší), Primula × polyantha (p. jarní × p. bezlodyžná) a Primula × murbeckii (p. jarní × p. vyšší × p. bezlodyžná).
Ušlechtilé kultivary prvosenky jarní (Primula veris) jsou v oběhu pod jménem Primula anglica, jsou to rostliny s květy většinou červených barev a často smíšené s červenými hybridy prvosenky vyšší (Primula elatior). Exempláře s obrovskými květy, které se i u nás někdy ve školkách pěstují, patří také do skupiny Primula anglica. Snad se tu projevuje heterózní efekt, protože velikost květů se nedá v dalších generacích udržet.
Ve střední Evropě je asi nejpodobnějším druhem, se kterým se prvosenka jarní někdy zaměňuje, prvosenka vyšší (Primula elatior). Stejně jako pro prvosenku jarní se pro ni často užívá lidový název petrklíč. Liší se hlavně bledě žlutými slabě vonnými květy a ke koruně přitisklými, nikoliv odstálými a nafouklými, kalichy. Jsou zde i ekologické odlišnosti, je výrazně vlhkomilnější a je typickým druhem i luhů, kde prvosenka jarní většinou chybí. Podobné květy má i prvosenka bezlodyžná (Primula vulgaris), jinak se však pozná snadno, protože nemá lodyhu a květy vyrůstají na tenkých stopkách přímo ze středu růžice listů.

## Ekologie a výskyt

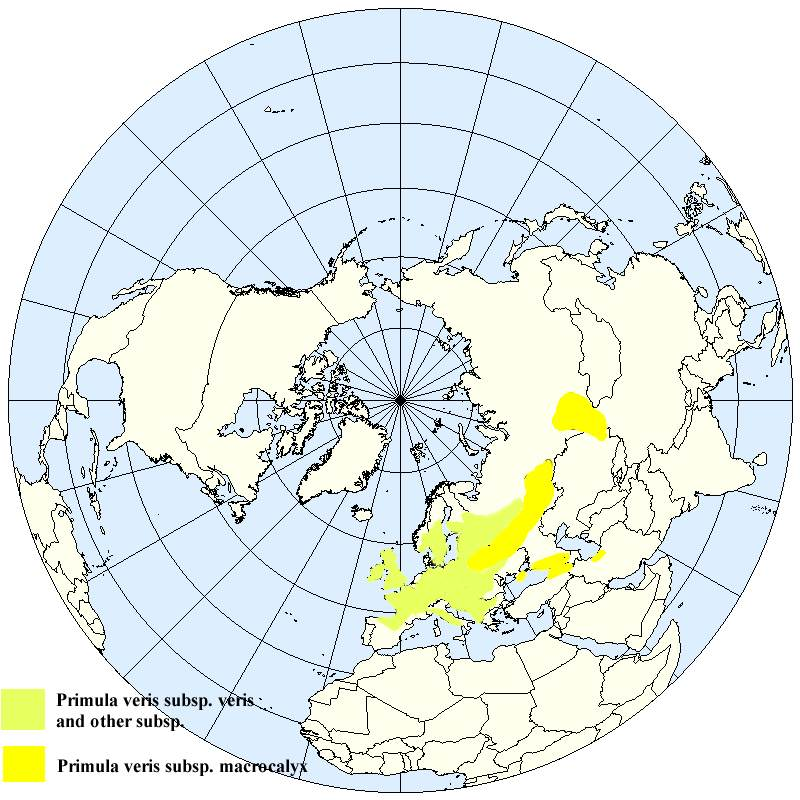
Mapa areálu původního výskytu prvosenky jarní (žlutozeleně – Primula veris subsp. veris a jiné poddruhy, žlutě – Primula veris subsp. macrocalyx). Obrázek je pouze náčrt – přesnější originál najdete [http://linnaeus.nrm.se/flora/di/primula/primu/primverv.jpg zde

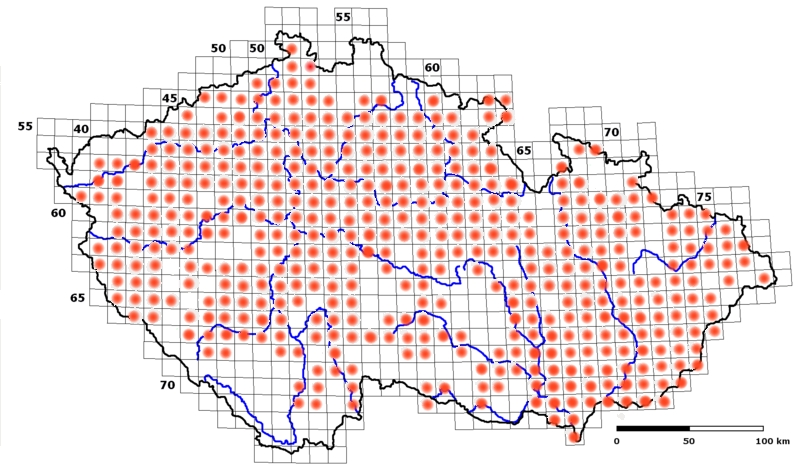
Fyzická mapa výskytu prvosenky jarní v České republice

V ČR se vyskytuje roztroušeně od nížin po podhorské oblasti (max. asi 800 m n. m.), celkově roste v téměř celé Evropě vyjma Středozemí a nejsevernějších oblastí. Areál výskytu zasahuje ale i do Švédska částečně i Norska, do Anglie, Irska, severního Španělska a části Itálie. Lze ji najít i na Balkánském poloostrově. Na východě areál rozšíření prvosenky jarní zasahuje hluboko do Ruska, pokračuje přes Turecko po severní Írán. Druhotně se rozšířila i v Severní Americe, hlavně na severovýchodě.
Prvosenka jarní ve střední Evropě nejčastěji roste v některých typech dubohabřin a teplomilných doubrav a na jejich okrajích. Zřídka roste i v květnatých bučinách, vápnomilných bučinách a v některých typech suťových lesů. 

Nalézt prvosenku jarní je možné i v semixerotermních travinobylinných společenstvech (sušší druhově bohaté louky a pastviny). Na Britských ostrovech někdy roste i na stabilizovaných (nepřesýpavých) dunách. Prvosenka jarní se většinou vyhýbá luhům, proto v oblastech s převažujícími lužními lesy je vzácná. Příkladem je oblast dolního toku Moravy a Dyje, kde někdy roste na suchých hlínou pokrytých písčitých vyvýšeninách (tzv. hrúdech).

### Fytocenologie
Prvosenka jarní často roste v tzv. panonských dubohabřinách asociace Primulo veris-Carpinetum, což jsou teplomilnější typy dubohabřin, které v ČR najdeme na jižní Moravě. Ale může růst i v teplomilnějších typech hercynských dubohabřin, někdy označovaných jako subasociace Melampyro nemorosi-Carpinetum primuletosum veris, které jsou časté i v teplejších částech Čech a analogicky ji najdeme i v teplomilnějších variantách karpatských dubohabřin as. Carici pilosae-Carpinetum.
Prvosenka jarní se běžně vyskytuje i v bazifilních teplomilných doubravách. Jsou to lesy s dominací dubu šipáku a dubu zimního rostoucí hlavně na bazických substrátech teplých oblastí (nejvíce vápenec a čedič). V Čechách to je asociace Lathyro versicoloris-Kvercetum pubescentis, na Moravě Pruno mahaleb-Kvercetum pubescentis, o něco mezofilnější typy řazené do as. Euphorbio-Kvercetum (syn.: Corno-Kvercetum) najdeme v obou územích. Může růst i v jiných typech teplomilných doubrav, například tzv. mochnových doubravách as. Melico pictae-Kvercetum roboris (syn. Potentillo albae-Kvercetum).
Prvosenka jarní je typická i pro suťové lesy subasociace Aceri-Carpinetum aconitetosum vulpariae, které se vyskytují převážně na karbonátových horninách (vápenec, mramor aj.), v ČR hlavně v Moravském a Českém krasu. Roste také v borech svazu Cytiso ruthenici-Pinion sylvestris. Jsou to lesostepní bory (někdy i s příměsí dubu nebo břízy) rostoucí na opukách a vápenitých pískovcích, v ČR hlavně v okolí tzv. bílých strání ve středních až severních Čechách.
Prvosenka jarní je častá i v některých typech suchých trávníků. Jsou to například tzv. pěchavové trávníky sv. Diantho lumnitzeri-Seslerion, což jsou zapojené trávníky s dominancí pěchavy vápnomilné (Sesleria caerulea) v skalnatých oblastech pahorkatin (hlavně na vápencích), po obvodě vyšších hor (např. Alpy, Karpaty). Běžná je také v tzv. širokolistých suchých trávnících sv. Bromion erecti. Jsou to louky, kde se jako dominanta často uplatňuje sveřep vzpřímený (Bromus erectus) nebo válečka prapořitá (Brachypodium pinnatum). V asociaci Brachypodio pinnati-Molinietum arundinaceae ze sv. Bromion erecti je vedena dokonce jako diagnostický druh. Tento typ suchých luk se v ČR vyskytuje v Bílých Karpatech. Může se růst i v dalších typech trávníků, jako jsou sušší varianty mezofilních luk sv. Arrhenatherion elatioris, pastvin sv. Cynosurion cristati nebo lesních lemů sv. Trifolion medii.

### Optimální podmínky
Prvosenka jarní je typický druh dobře prosvětlených míst, ale může také přežít pod částečným stínem i když vykazuje sníženou životaschopnost. Výsledky experimentálních měření produkce, nebo absorpce oxidu uhličitého se měnily u prvosenky jarní, prvosenky bezlodyžné a prvosenky vyšší v průběhu postupně se zvyšujícího zastínění. Testy ukázaly, že prvosenka jarní byla nejméně, a prvosenka bezlodyžná nejvíce snášenlivá vůči zastínění.

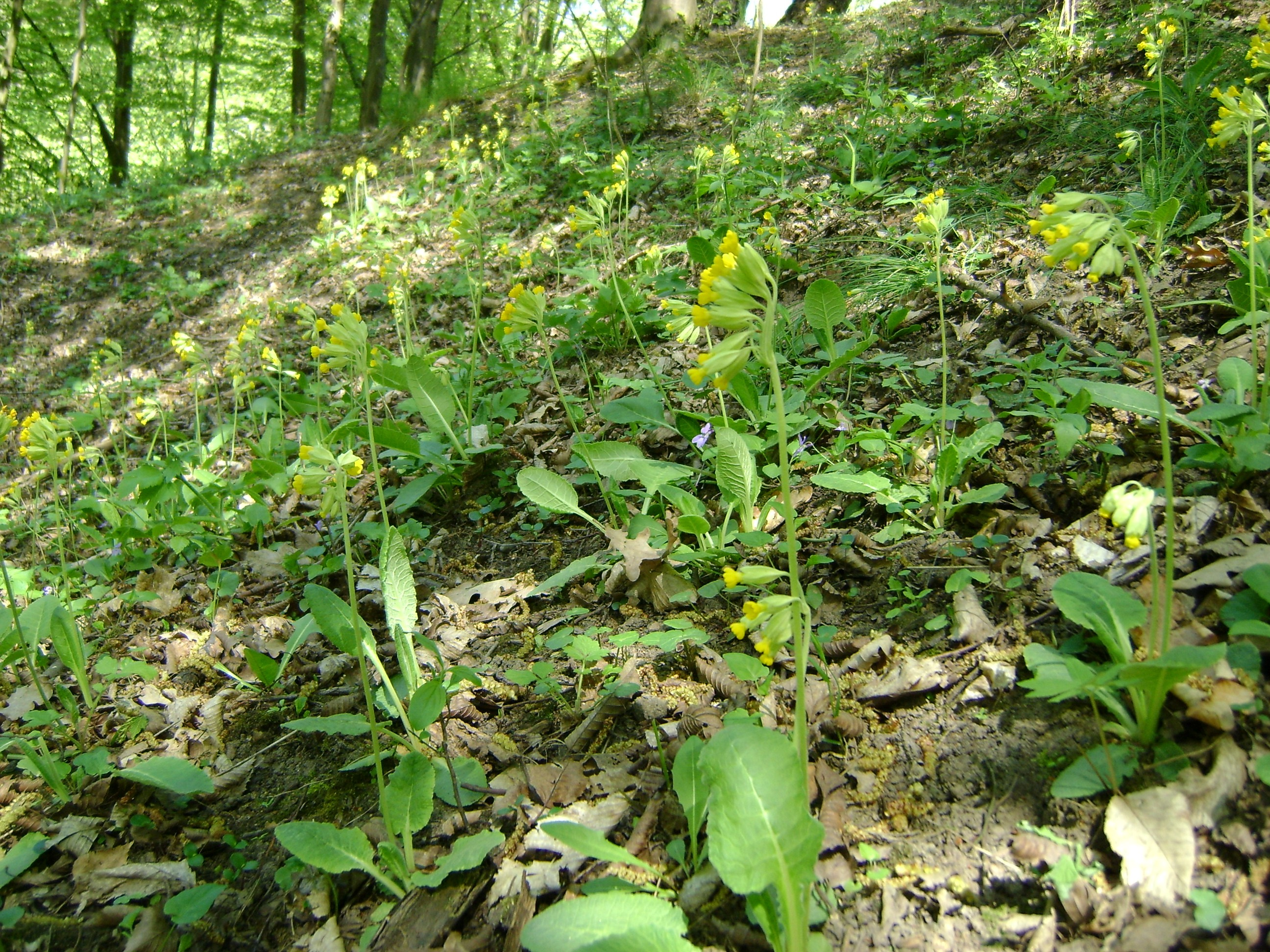
Prvosenka jarní v listnatém lese

Prvosenka jarní většinou chybí na pastvinách s vysokou hladinou spodní vody. Testy ukázaly, že přírůstek sušiny u prvosenky jarní se významně snižuje při experimentálně zvýšené hladině spodní vody už po třech měsících růstu rostliny. Kořeny rostlin nejsou schopné pronikat do anoxických vrstev. Kořeny prvosenky jarní v lokalitách se zvýšenou hladinou spodní vody jsou díky tomu kratší a prorůstají jen horními půdními vrstvami s dostatkem kyslíku, což je charakteristické pro druhy nesnášenlivé k dlouhodobému zamokření. 

Ve srovnání s prvosenkou vyšší a prvosenkou bezlodyžnou je prvosenka jarní většinou více tolerantní k suchu. Ačkoli O. Inghe a C. O. Tamm (1988) často pozorovali dočasné chřadnutí listů prvosenky jarní během suchého léta v jižním Švédsku, nezjistili významný dopad na pravděpodobnost přežití takových jedinců. Při výjimečně suchých a horkých podmínkách během kvetení, dochází k významnému zmenšení množství a velikosti semen.
Roste na kyprých eutrofních až mezotrofních půdách s neutrální, až mírně kyselou reakcí. Kyselé půdy nesnáší. Snese půdy s vyšším obsahem vápníku. Dokáže osídlit i půdy dosti těžké, ale optimum jejího rozšíření je na půdách relativně kyprých (proto hojně i na vrcholových sutích) a minerálně dosti bohatých. S oblibou se ve větším množství objevuje na mladých vyvřelinách (čedič, andezit apod.) a na vápenci.
Prvosenka jarní je druh charakteristický pro půdy chudé na živiny. Uměle zvýšené hodnoty dusíku mají za následek klesání velikosti populace, což je hlavně výsledek sníženého počtu kvetoucích rostlin a tedy produkce semen. Dlouhodobé projekce také ukázaly, že porosty, které byly vystaveny nejvyšším hodnotám dusíku v půdě (9 g (N) m−2 rok−1) zanikly během 30 let (běžný jednoletý populační pokles z 18,2 % a 15,5 % a běžný čas zániku od 13,7 a 24,4 léta při kosení a pastvě), zatímco porosty bez přihnojování měly běžný přírůstek jedinců.
Pokud jsou podmínky pro růst příznivé, populace prvosenky jarní může mít velké a viditelné jedince s vysokou hustotou porostu. Ačkoli prvosenka jarní není nikdy dominantní rostlinou v porostu, dosahuje hustoty mezi 10 a 34 jedinci na m2, zatímco při výsevu mohou dosáhnout hustoty až do 100–200 jedinců na m2. Kvůli omezené možnosti rozptylování semen v závislosti na způsobu jejich šíření, se mladé rostliny většinou spíše vyskytují seskupené kolem dospělých rostlin. Příležitostně, mohou shluky prvosenek jarních vzniknout následkem vegetativního rozmnožování, ačkoli je to málo časté. Prvosenka jarní tvoří často větší, pestře žlutě zbarvené porosty. Vyskytuje se většinou pospolitě, přirozené obnově dřevin však nezbraňuje.

### Ohrožení

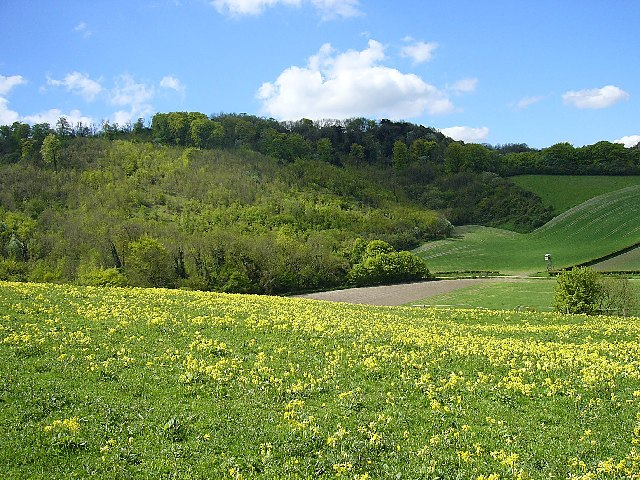
Porost prvosenek jarních na louce u Heyshottu (Anglie)

V České republice rostou pouze dva poddruhy prvosenky jarní, a to prvosenka jarní šedavá, která je podle českého Červeného seznamu zařazena mezi ohrožené (C3, což odpovídá v mezinárodním Červeném seznamu IUCN kategorii VU) a prvosenka jarní pravá, která je podle českého Červeného seznamu zařazena mezi vzácnější taxony vyžadující pozornost, ale méně ohrožené (C4a, což odpovídá v mezinárodním Červeném seznamu IUCN kategorii NT).
V mnoha oblastech původního výskytu v Evropě populace prvosenky jarní klesají hlavně následkem změněného využití půdy, pokračujícím zvýšením obsahu živin v půdě (hlavně dusíku) pronikajících z okolní krajiny. Například ve Velké Británii utrpěla populace prvosenky jarní dramatický pokles v letech 1930 a 1980. Pokles výskytu prvosenky jarní v Evropě byl způsoben zejména nárůstem zemědělské výroby, používáním herbicidů, eutrofizací stálých luk, a orbou travních porostů.
Velmi důležitým důvodem úbytku prvosenek jarních je způsob lesního hospodaření. Dubohabřiny jsou káceny, na jejich místě jsou vysazovány kultury jehličnanů. Tam, kde jsou dubohabřiny ponechány, jsou prosvětlovány probírkou, což přirozeně vede k posílení rozvoje keřového patra a díky tomu je bylinné patro, kde prvosenka roste, zarostlé křovinami. Vzhledem k tomu, že je prvosenka jarní světlomilná, tedy ubývá i v takto udržovaných přirozených stanovištích s vlivem člověka.
Protože mnoho míst výskytu prvosenky jarní je omezené na malé lokality, rostliny jsou následkem toho vysoce citlivé na jevy, jako je příliv živin z okolí ať už vlivem zemědělského a lesnického hospodaření, nebo nakládání s odpady. Relativně intenzivní pastevectví, vytváří prostor pro ujmutí semenáčků a růst rostlin. Pastva umožňuje efektivní produkci semen a optimální strategii udržení populace prvosenky jarní v dlouhodobém horizontu. Pro populace prvosenky jarní je důležité přiměřené hospodaření. Vhodné je kosení luk a pastva. Tyto zemědělské úpravy brání sukcesi do lesa a hustých křovin. Pastva vytváří také mozaikovitou krajinu s trávníky a řídkými křovinami. Při ponechání krajiny s trávníky a řídkými křovinami ladem dochází k zarůstání luk expanzívními druhy a postupné sukcesi ke stinnému lesu, což je pro prvosenku jarní nepříznivé prostředí.

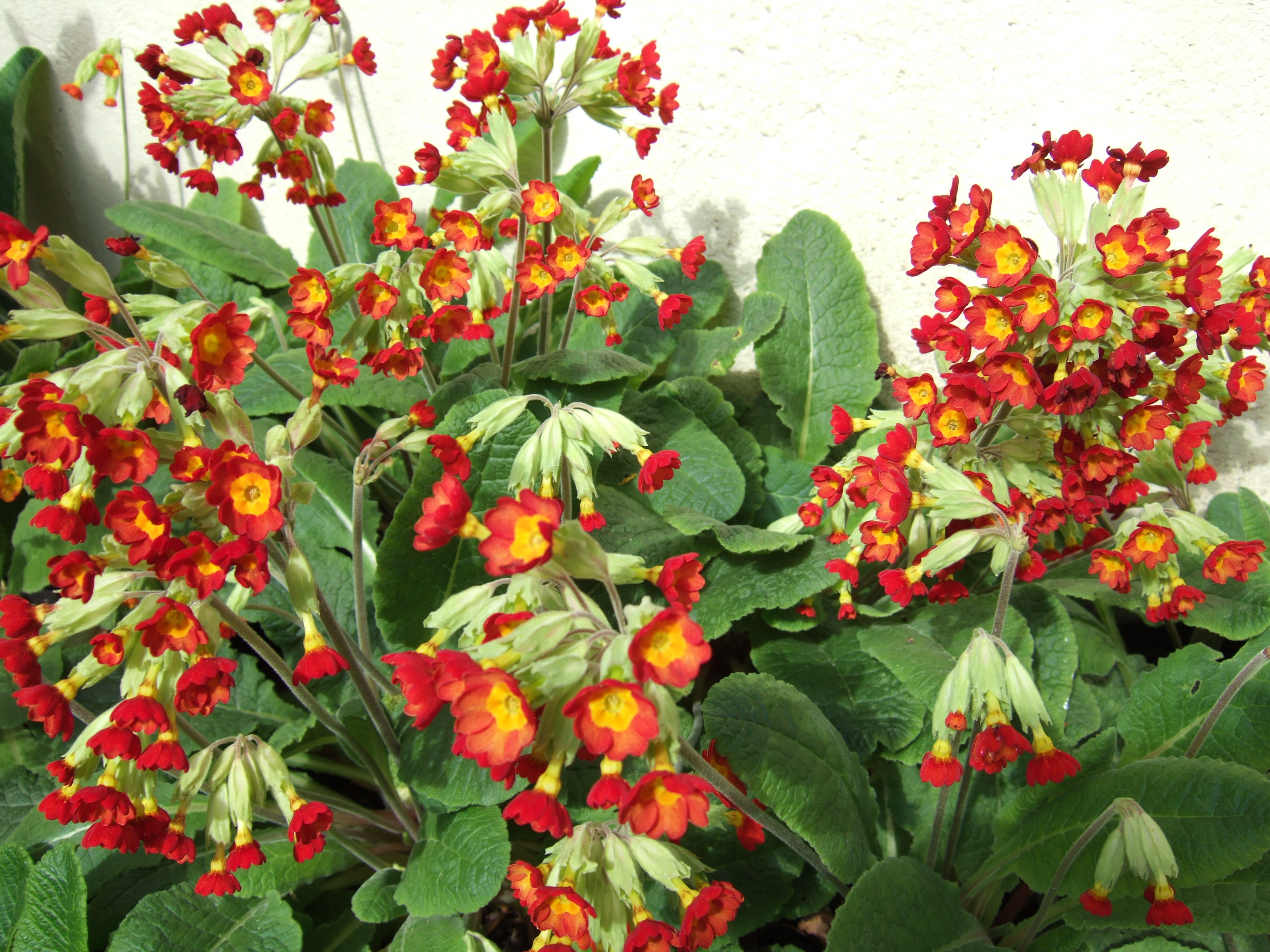
Červeně zbarvená varieta prvosenky jarní

Počet prvosenek jarních a rozkvetlých květů se významně snížil po ustoupení od tradičního pastevectví a kosení luk a následkem technologií v lesnictví. Rostoucí stín také redukuje semenné zrání, mající za následek významně nižší semenné produkční dávky ve srovnání s necloněnými jedinci. Sukcese lesa má za následek snížený přírůstek jedinců, hlavně kvůli sníženému pohlavnímu rozmnožování a stárnutí populace. Nicméně jedinci prvosenky jarní nalezení na okrajích lesa a v relativně prosvětlených lesích nebo v lesích s řídkými křovinami mohou kvést hojně a reprodukovat se úspěšně.
V mnoha oblastech ve Velké Británii, byly vysévány prvosenky jarní u krajnic cest. Semena prvosenky jarní jsou také přidávána do směsi osiv s divokými květinami. Díky tomu se velikost populace prvosenky jarní ve Velké Británii zvětšila. Populace prvosenek jarních se také vrátily do oblastí, kde ji pastva výrazně snižovala. Řada hřbitovů ve Velké Británii, které jsou udržovány v přírodním stylu, vhodném pro přežití a rozvoj přirozených společenstev rostlin a živočichů, pomáhá přežít i této oblíbené jarní květině.

## Choroby a škůdci
Na prvosence jarní se občas vyskytují různé choroby způsobené houbami či jim podobnými organizmy. Příkladem je plíseň šedá (Botrytis cinerea), způsobující botrytidu. Napadá různé části rostlin zejména při převlhčení a hustém zápoji. Skvrny na listech způsobují např. houby větevnatky Ramularia primulae a Ramularia interstitialis, listy napadá i Cercosporella primulae. Celou rostlinu napadá oomyceta Peronospora oerteliana, semeníky pak sněť Urocystis primulae. Hnědnutí kořenů a následný úhyn rostlin způsobuje houba Thielavia vasicola. Řidčeji se na spodní straně čepelí objevují rzi Uromyces primulae a rez primulková (Puccinia primulae).
Na provosence jarní parazitují i mnozí živočichové. V kořenech žijí háďátka (Aphelenchus olesistus a rod Heterodora). Části prvosenky jarní jsou požírány či poškozovány více druhy hmyzu (popřípadě jejich larvami) a měkkýšů. Semena např. konzumuje larva mola Amblyptilia punctidactyla. Na prvosenkách žijí i třásněnky (Thysanoptera) a housenky některých píďalkovitých. Molice (Aleyrodidae) někdy sají na spodní straně listů, housenky můry osenní (Agrotis segetum) příležitostně požírají listy a později i kořínky. Prvosenka jarní je živnou rostlinou housenek ohroženého motýla pestrobarvce petrklíčového (Hamearis lucina).
Na prvosence jarní parazitují i mnohé mšice, jednak kořenové jako Pemphigus auriculae, Pemphigus psoudoauriculae, tak i listové, které způsobují i sekundární nákazy virovými a bakteriálními chorobami. Na rubu listů saje pidikřísek skleníkový (Erythroneura bellidiformis Edw.), larvy much Chromatomyia primulae vyhlodávají v listech dlouhé tunely, kořínky požírají larvy lakonosce rýhovaného (Otiorrhynchus sulcatus Fabr.).
Zvláště u mladších semenáčků a někdy i u starších rostlin prvosenky se objevuje chloróza (žloutenka čili blednička). Je to choroba způsobená fyziologickými problémy jako přelití, nedostatek živin, obzvláště železa (v rostlině přístupné formě) aj. V krajních případech jsou nejmladší listy na rostlině téměř bílé.. Různé žloutnutí a špatný růst rostlin způsobuje i sucho, znečištěný vzduch aj.

## Obsažené látky

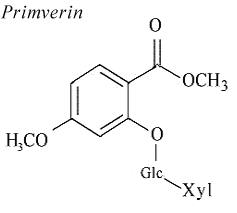
Chemická struktura glykosidu primverinu

Léčivý efekt a další využití rostliny je podmíněno přítomností rostlinných metabolitů, jejichž obsah v kořenech, listech či květu může být rozdílný. Zastoupení látek rovněž závisí na ročním období nebo varietě.
Mezi látky obsažené v kořenech patří saponiny, jichž je asi 5 až 10 % (některé zdroje uvádějí maximální hodnotu 14,9 %). Udává se obsah až 29,5 mg triterpenických saponinů na gram sušiny (vysušené hmoty) kořene, hlavně kyselinu primulové A a B. Dále jsou v kořenech glykosidy (primverin a primulaverin), silice (0,25 %), pyrokatechinové taniny, škrob, cukr a volemit. Podle výsledků měření, provedených na 90 jedincích ze tří různých stanovišť, existuje mezi jedinci a stanovišti značná kolísavost účinku drogy, z čehož vyplývá požadavek biologické titrace terapeuticky používané drogy. Z variability účinku se usuzuje, že průměrná účinnost kořenů u tohoto druhu je mezi 110 až 210 h. j. (hemolytickými jednotkami). Čerstvá kořenová droga je bez zápachu, místo silice obsahuje glykosidy primverin a primulaverin. Sušením a skladováním drogy se enzymem primverosidázou glykosid primverin a primulaverin štěpí.

Chemická struktura flavonoidu kvercetinu

Hemolytické zkoušky ukazují, že kořen prvosenky jarní obsahuje více saponinů než prvosenka vyšší, přičemž samotné kořeny jsou na saponiny bohatší než oddenek. Podle Brody je prvosenka jarní (Primula veris) z farmaceutického hlediska cennější než prvosenka vyšší (Primula elatior). O tom, zda je cennější i terapeuticky, však mohou rozhodnout pouze srovnávací klinické zkoušky.
Mezi látky obsažené v květech patří rovněž saponiny (asi 2 %), dále malé množství silice (více méně stejného složení jako silice kořene), opět glykosidy primverin a primulaverin, flavonoidy a flavony (3,4,5-trimethoxyflavon, kvercetin a jeho odvozeniny, kaempferol, a 3-limocitrin glykosid, rutin), karoten, enzym primverosidázu a vitamín C. Saponiny jsou podle Koflera a Steidla přítomny jen v kalichu a květní stopce. Proto považují květní drogu bez kalichu (jen z květních korun) za terapeuticky bezcennou.
Obsah saponinů v rostlině je značně variabilní. Kořeny vykazují během roku 2 maxima, a to první před květem nebo v době květu, druhé na podzim, resp. počátkem zimy. Listy nevykazují tak zjevnou zákonitost, ale kolísání probíhá více méně stejně jako u kořenů. Dafert a Mauber při výzkumu vlivu hnojení zjistili, že hnojení nijak zvlášť neovlivňuje obsah saponinů a ke stejným závěrům došel Jaretzky a Seyffarth. Podobné kolísání vykazují i jiné obsahové látky, například rutin. Denním rytmem rostliny a vlivy na obsahové látky se zabýval Richter, který praví, že obecně se světelnou intenzitou hemolytický index stoupá.

## Využití a pěstování

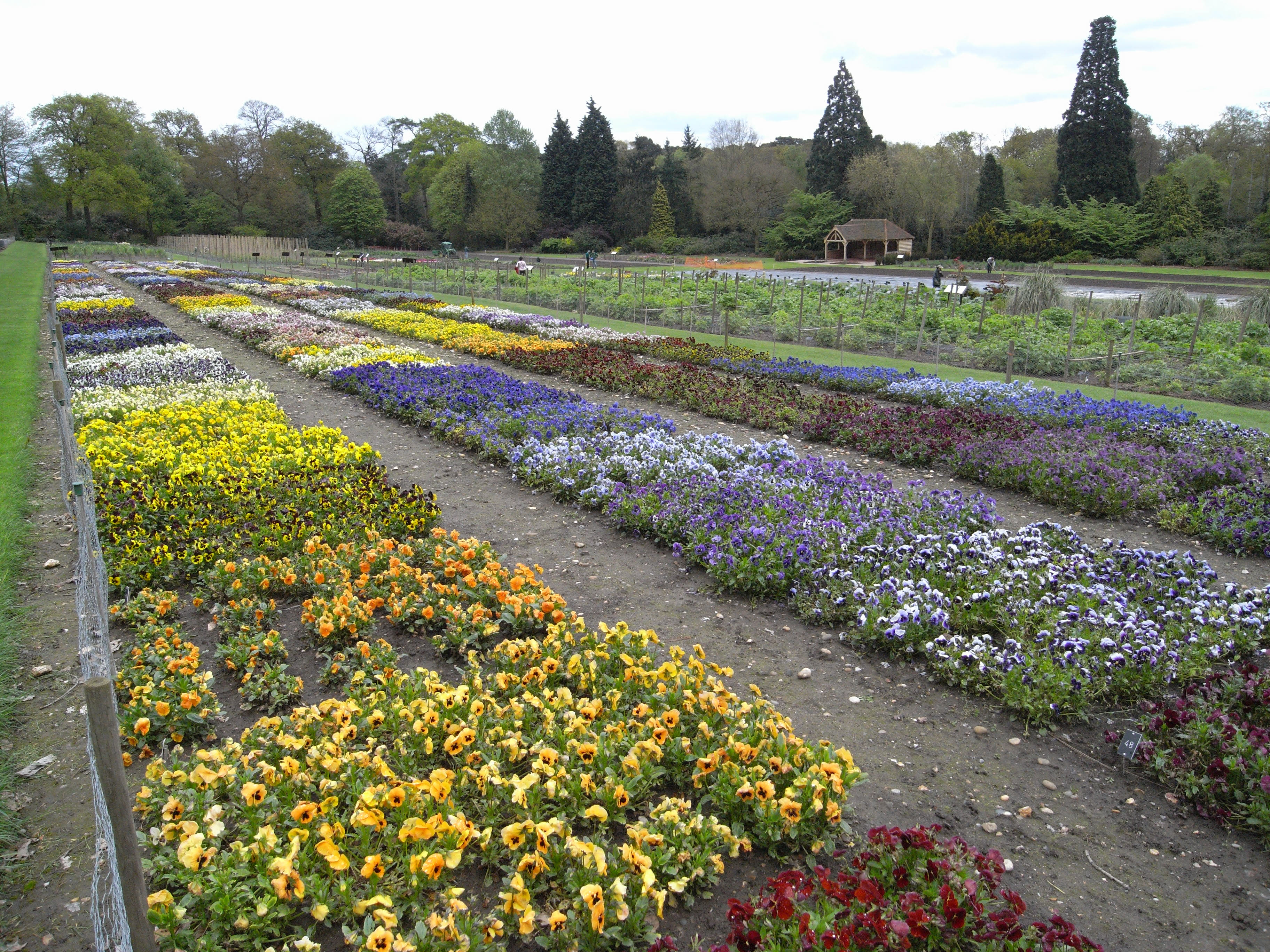
Květinová pole RHS Garden ve Wisley, kde jsou posuzovány rostliny pro Award of Garden Merit. Toto prestižní ocenění dostala prvosenka jarní od The Royal Horticultural Society (RHS).

Ve středověku se v zahradách prvosenka jarní, nazývaná tehdy klíče Panny Marie, pěstovala pro květy a listy, které byly pojídány v salátech. Z květů se vyrábělo prvosenkové víno, medovina a ocet. Květy se jedly také samotné, pocukrované. Čaj z prvosenky jarní je mírné sedativum a byl využíván proti bolestem hlavy, nespavosti a neurotickým problémům. Lidé věřili, že dokáže vyléčit obrnu. Výtažek z prvosenky jarní byl používán v kosmetických přípravcích, jako prostředek, který měl odstraňovat vrásky.
Prvosenka má také symbolický význam. Je typická pro Velikonoce: motiv prvosenky zdobí mnoho předmětů spojených se svátky jara, například velikonoční pohlednice a přání a vily se z ní také věnce a máje.
V květomluvě může znamenat například „Kdo je pánem tvého srdce?“ nebo „chtěl bych vědět, jestli jsem jediný“
Prvosenka je podle severské mytologie zasvěcena bohyni lásky Freye a může prý být použita, aby návštěvníka vedla k jejímu sálu, Sessrúmniru. Je také symbolem čtyř hrabství v Anglii, a sice Essexu, Northamptonshire, Surrey a Worcestershire.
Podle slovanských pověstí představuje prvosenka klíč, kterým svatý Petr otevírá jaro (petrklíč). Svatý Petr je nástupcem pohanského Peruna a klíč symbolem blesku. Podle slovanských i německých pověstí petrklíč otevírá cestu ke skrytým pokladům a zlatu. V Německu bylo děvče, které o Velikonocích nalezlo petrklíč, považováno za nevěstu (heiratsschlüssel).
Do oficiálního lékařství uváděl prvosenky po první světové válce svými pracemi Wasicky a Joachimowitz.
V lékařství se používá celý květ s kalichem nebo jen květní koruny (Flos primulae) a oddenek s kořeny (Radix primulae), zřídka se užívá i list (Folium primulae). Droga z prvosenky jarní nahrazovala americkou drogu Radix senegae rostliny vítod senega (Polygala senega), která je v účincích rovnocenná. Místo P. veris lze užít prvosenku vyšší (Primula elatior L., Hill). Květ se sbírá v dubnu a květnu, kdežto oddenek na jaře (duben) před začátkem vegetace nebo až na podzim, zejména v říjnu. Prvosenka je chráněná bylina, proto není sběr těchto léčivek ve volné přírodě povolen, je možný pouze z rostlin pěstovaných na zahrádkách.
Obě rostlinné části se suší ve stínu. Sušení musí probíhat velmi rychle. Umělá teplota při sušení nesmí překročit 40 °C. Musí se dbát na rychlé odvádění vlhkého vzduchu. Správně sušená květní droga má zachovánu barvu čerstvých květů. Poměr ztráty na váze při sušení květů je asi 7:1 (u čistých korun). Květní droga má slabě medový pach a nasládlou chuť. Při nesprávném sušení mění droga barvu, zelená a hnědne, přičemž ztrácí na účinnosti.
Oddenek má anýzovou vůni a odporně škrablavou chuť. Před sušením je nutno oddenky důkladně proprat v tekoucí vodě a zbavit je nadzemních částí rostliny. Čerstvé kořeny jsou bez zápachu. Teprve při skladování nabývají anýzové vůně.
Podle Endrise Korbeláře obsah saponinů dosahuje v rostlině, respektive v kořenech, maxima dvakrát: jednou v době květu a podruhé na podzim. Při dlouhodobém skladování procento saponinů klesá.
Části rostlin lze využít jako expektorancia (k přípravě prsních čajů i k průmyslové výrobě léčiv) a sekretolytika v odvaru (10 g květů nebo 1 polévková lžíce řezaných kořenů na 2 šálky vody, jednou denně) při onemocnění a zánětech horních cest dýchacích, rozedmě plicní a při akutní a chronické bronchitidě. Někdy je extrakt z prvosenky používán i jako antirevmatikum. Drogy z prvosenky jsou používány také při bolestech kloubů a hlavy, k posílení srdeční činnosti a při onemocnění močového měchýře, močových kamenech. Podle jiných zdrojů mohou působit extrakty z prvosenky také proti epilepsii a křečím.
Drogu, přípravky z drog a izolované látky z prvosenky obsahují léčiva Solutan, Tussilen a Species pectorales Planta.
Doporučená denní dávka je asi 3 až 6 g sušeného květu. Droga může způsobit podráždění zažívacího traktu a vyšší dávky mohou mít vliv na krevní tlak. Ve vyšších koncentracích může rovněž způsobit dávení a průjmy. Prvosenka může způsobovat alergickou odezvu u zvlášť citlivých jedinců. Nedoporučuje se používat v těhotenství a době kojení. Prvosenka jarní by se neměla používat dlouhodobě.

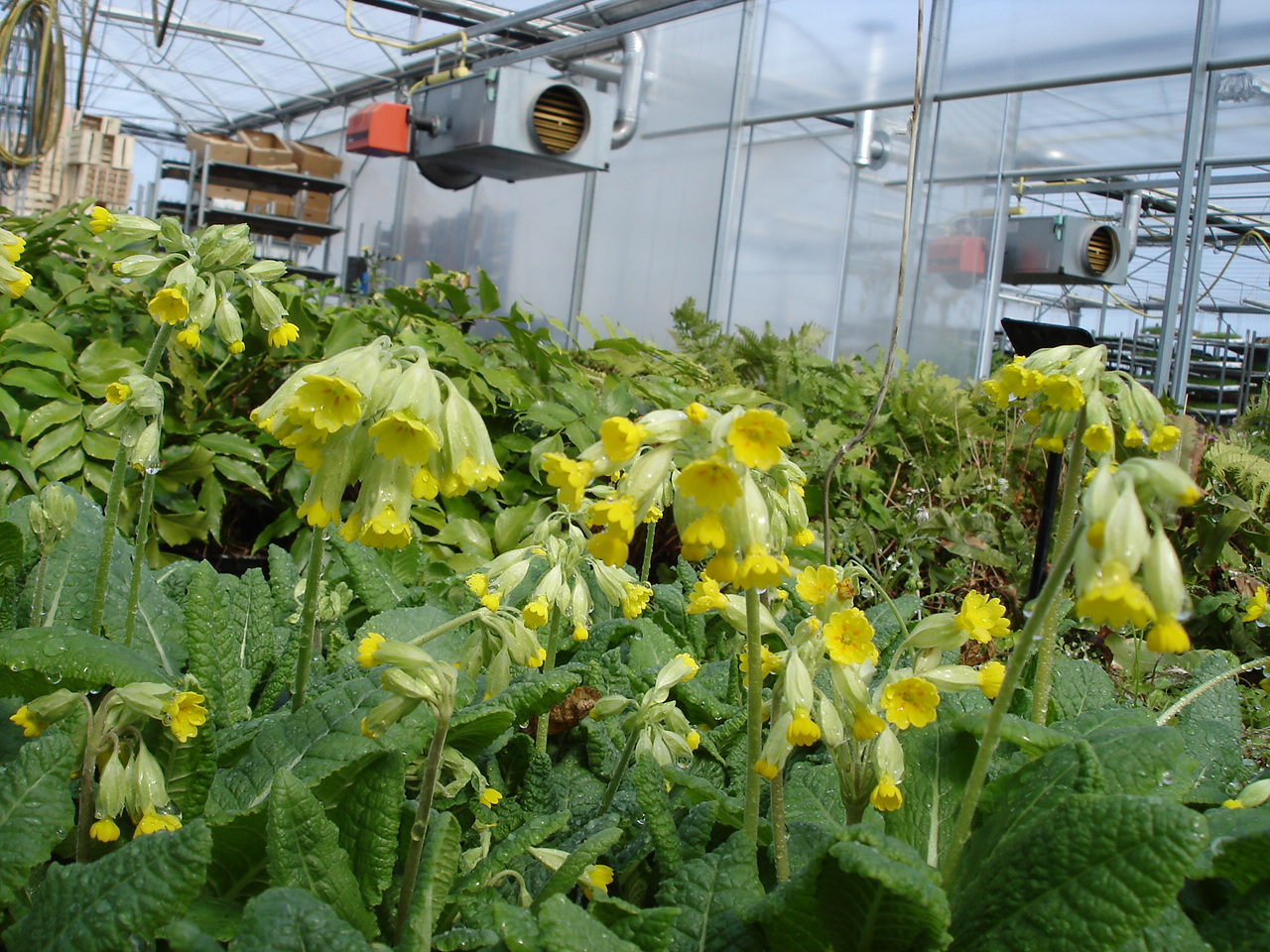
Prvosenku lze pěstovat ve skleníku

Pro zahrady nemá původní druh jako trvalka velký význam. Hodí se k chatám v přírodě, oblíbenější jsou barevné odrůdy, které většinou mají teplé medové a červené odstíny. Hodí se ale k pěstování na hřbitovech, v záhonech ale i v nádobách. 

K pěstování se dobře hodí louky, protože se květy sbírají ještě před senosečí. Vyžaduje polostinné až stinné polohy. Semena se vysévají na podzim. Výhodnější než výsev přímo na pozemek je předpěstování rostlin v pařeništi. Při poruše klíčivosti se doporučuje máčet semena, ve vodě po 2–5 dnů. HTS je 1g (1 g semen = 1000–1320 kusů). Vegetativně lze množit prvosenku jarní dělením oddenků.
Výsev je doporučován v dubnu až červnu ve skleníku při teplotě 18 °C. Výsadba je nejvhodnější v srpnu až září. Rostliny mají být sázeny ve vzdálenosti 20 cm od sebe.
Prvosenka jarní se tradičně používá v džemech, čajových směsích, sirupech, salátech, víně a v nálevech pro kyselé okurky. Někdy se používá i do jarních vlasových koupelí (viz zde). Oddenky prvosenky jarní se dříve využívaly pro kýchací prášek. Ve Švýcarsku a Rakousku se vývarem barvila také velikonoční vajíčka. Jako řezaná rostlina se prvosenka využívá pro aranžování